# Iliny, Nógrád
Iliny  este un sat în districtul Balassagyarmat, județul Nógrád, Ungaria, având o populație de 163 de locuitori (2011). 

## Demografie
Componența etnică a satului Iliny
     Maghiari (100%)
Componența confesională a satului Iliny
     Romano-catolici (84,05%)
     Reformați (2,45%)
     Luterani (1,84%)
     Fără religie (1,84%)
     Necunoscută (9,82%)
Conform recensământului din 2011, satul Iliny avea 163 de locuitori. Din punct de vedere etnic, majoritatea locuitorilor (100,0%) erau maghiari.  Din punct de vedere confesional, majoritatea locuitorilor (84,05%) erau romano-catolici, existând și minorități de reformați (2,45%), persoane fără religie (1,84%) și luterani (1,84%). Pentru 9,82% din locuitori nu este cunoscută apartenența confesională.